# سياوش أصلان
سياوش أصلان -(بالأذرية: Səyavuş Aslan) ممثل مسرحي وسينمائي أذربيجاني، وفنان الشعب في جمهورية أذربيجان الاشتراكية السوفيتية (1982)، حائز على وسام «شهرة» في عام 1995، ووسام «شرف» في عام 2013.

## حياته ومشواره المهني
سياوش محمد آغا أوغلي أصلانوف هو أحد الممثلين البارزين لمدرسة التمثيل الواقعي الأذربيجاني. ولد سياوش أصلان في 5 سيبتمبر عام 1935 بالعاصمة باكو. عمل سياوش أصلان في المسرح الحكومي للدراما في 1958. ومن 1994 حتى 1996 كان المدير الفني للمسرح.
منذ 1984، عمل سياوش أصلان ممثلًا في مسرح الدراما الأكاديمي الحكومي أذربيجاني. بالإضافة إلى الأنشطة المسرحية، قام سياوش أصلان ببطولة البرامج التلفزيونية والأفلام.
حصل سياوش أصلان على لقب فنان حائز على لقب الجدارة في جمهورية أذربيجان الاشتراكية السوفيتية في عام 1974، وفي عام 1982 حصل على لقب فنان الشعب.
توفي سياوش أصلان في 27 يوليو عام 2013 في باكو. ودفن في زقاق الشرف في باكو.

## أدواره
- بيرام («أغنبة لقريتنا»)
- إيبيشوف («نعرف أنفسنا»)
- فورزوربالى («واحدة من الست الفتيات هي باري»)
- شوباي («النجم»)
- داداشبالى («حيجران»)
- ميسير ناسير («اللعنة عليك، الشيطان الأعمى»)
- مينديللي («البنت الخاتب»)

## وسام

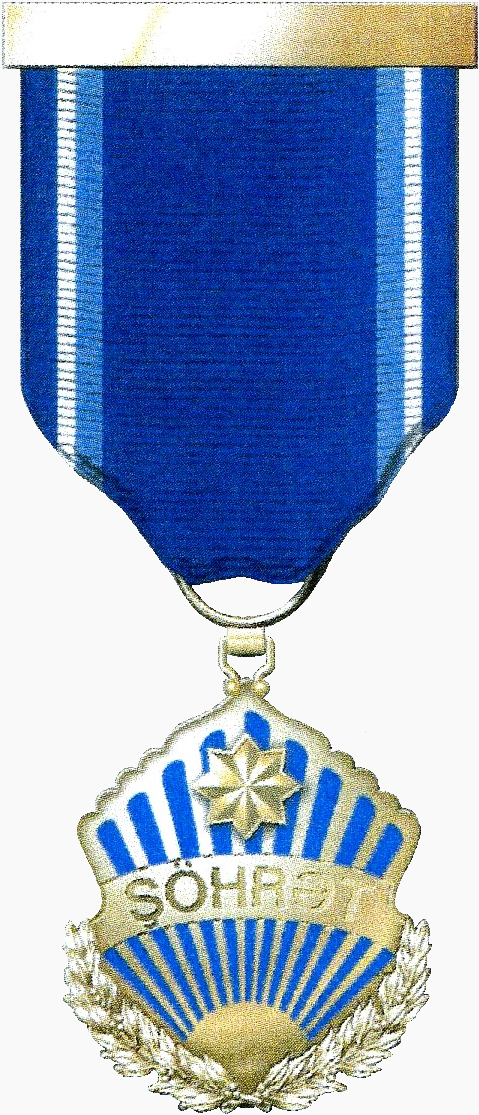

وسام «شهرة»

## روابط خارجية
- سياوش أصلان على موقع IMDb (الإنجليزية)
- سياوش أصلان على موقع كينوبويسك (الروسية)